# Lipotriches inamoena
Lipotriches inamoena är en biart som först beskrevs av Raymond Benoist 1950.  Lipotriches inamoena ingår i släktet Lipotriches och familjen vägbin. Inga underarter finns listade i Catalogue of Life.